# Brice Assié
Brice Kevin Assié (Koumassi, 3 giugno 1983) è un cestista ivoriano con cittadinanza statunitense.

## Carriera
Con la Costa d'Avorio ha disputato i Campionati mondiali del 2010.